# Metodismo

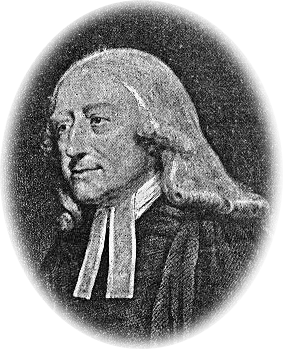
John Wesley

Il metodismo è un'espressione del protestantesimo che ha dato vita a una delle chiese evangeliche più diffuse nel mondo (circa 70 milioni di fedeli), caratterizzandosi ovunque per profonda spiritualità, dinamismo evangelico e marcata sensibilità verso i problemi etici, sociali e politici.

## Storia
Questo movimento venne avviato dal pastore anglicano John Wesley nel XVIII secolo. Wesley costituì inizialmente una associazione di studenti a Oxford, che si prefiggeva di suddividere "metodicamente" la giornata fra lo studio della Bibbia, la preghiera e il servizio ai carcerati e alle persone in situazioni sociali di povertà e abbandono: da qui il nome di metodisti (originariamente dato in senso denigratorio dagli avversari). L'intenzione di Wesley era originariamente quella di creare un movimento di risveglio all'interno della Chiesa anglicana, che portasse a una maggiore attenzione agli evidenti problemi sociali del Regno Unito all'epoca della rivoluzione industriale; solo in seguito il metodismo assunse i connotati di dottrina indipendente dalla matrice anglicana, abbracciando la teologia riformata e diventando una Chiesa indipendente.
Il movimento metodista si diffuse velocemente in Gran Bretagna e in Nord America; da segnalare Richard Allen, fondatore della Chiesa metodista episcopale africana. Un esempio di organizzazione metodista, ma indipendente dalle altre matrici protestanti ed evangeliche, di teologia riformata, è l'Esercito della Salvezza (EdS), che si dedica principalmente all'aiuto agli emarginati, senza tetto, alcolisti, tossicodipendenti, prostitute.
Attualmente la Chiesa metodista è presente in quasi tutti i paesi e conta oltre settanta milioni di fedeli.

## La dottrina
I metodisti credono nell'esistenza della grazia preveniente ma, a differenza dei calvinisti, non credono che sia una grazia irresistibile e, pertanto, come i luterani, ritengono possa essere rifiutata dall'uomo. Essi non accettano la doppia predestinazione.
La teologia metodista ha tuttavia alcuni riferimenti caratterizzanti, che enfatizzano il rapporto personale con Dio. Anzitutto la salvezza per sola fede, estesa a tutti i credenti (all'epoca dei grandi dibattiti settecenteschi, Wesley si ispirò all'arminianesimo, contro la dottrina della predestinazione). Inoltre il principio della santificazione, cioè lo sforzo nella ricerca della perfezione riguardo alla propria condotta, attraverso la fede e soprattutto l'opera dello Spirito Santo, pur nella consapevolezza del condizionamento derivante dalla natura umana.
La dottrina metodista può essere riassunta in alcuni insegnamenti di Wesley che derivano proprio dal suo impegno pratico verso i diseredati e gli emarginati dalla società:
Il significato di questo motto è che l'insegnamento incarnato nel Cristo – che Dio ha amato l'uomo indipendentemente da quello che egli è – deve essere letto come valore sociale e impegno di vita per tutti i fedeli, che sono tenuti a esprimere la loro fede attraverso l'azione sociale.
Distinguere l'opera missionaria e sociale di Wesley e del suo movimento dal suo pensiero teologico, dunque, non è possibile; le due cose sono esplicitamente dichiarate come interdipendenti. Secondo i metodisti Dio ha dato tutto (dottrina teologica) e tutti i fedeli devono dare (impegno sociale). Si pone un collegamento indissolubile tra la salvezza ricevuta da Dio come dono gratuito in Cristo e la salvezza, soprattutto materiale, offerta come dono riconoscente al fratello.
I metodisti credono al Simbolo degli apostoli e al Credo niceno, riconoscono due sacramenti: il Battesimo e l'Eucaristia, e danno autorità alla Tradizione, in particolare agli insegnamenti dei Padri della Chiesa.

## Le caratteristiche sociali
Una delle caratteristiche del metodismo è l'avere oltre ai pastori, uomini e donne, un rilevante numero di predicatori laici, che ricevono una accurata preparazione teologica che in seguito esercitano con la predicazione nelle comunità. Sebbene le donne non avessero inizialmente accesso al ministero pastorale, Wesley dimostrò la propria propensione in questo senso consentendo subito che le donne predicassero pubblicamente, atteggiamento decisamente progressista nella società del Settecento.
Fra le opere sociali create e amministrate dalla comunità metodista si contano numerose scuole, ospedali e centri di accoglienza in moltissimi paesi del mondo.

## Il metodismo in Italia
In Italia il metodismo approdò in modo stabile solo nel 1861, con l'arrivo dall'Inghilterra del pastore Henry James Piggott (1831-1917) e nel 1873 del pastore Vernon. I due rami del metodismo, quello inglese e quello americano, si unirono nel 1946 fondando la Chiesa evangelica metodista d'Italia. Nel 1975 la chiesa metodista si è integrata con la Chiesa valdese, sottoscrivendo una dottrina comune; anche il sinodo della Chiesa valdese e metodista è celebrato, ogni anno, in comune. Lucio Schirò è stato un importante giornalista, politico socialista e pastore metodista siciliano, convinto pacifista tanto che fu soprannominato il Martin Luther King della Sicilia.
Attualmente in Italia la Chiesa metodista conta 39 fra comunità e chiese, circa 5.000 membri di chiesa, una decina di opere sociali e vari circoli culturali. Nel centro di Bassignana, località in provincia di Alessandria, è stata edificata una grande chiesa metodista, in quanto gli abitanti di Bassignana, per un certo periodo di tempo, si trovarono in completo disaccordo con il parroco e quindi decisero di abbracciare il metodismo. La chiesa evangelica metodista di Mezzani, in provincia di Parma, fu edificata nel secondo dopoguerra dalla comunità fondata nella seconda metà del XIX secolo. Nel 1932 a Mutignano, località in provincia di Teramo, venne costruita da alcune famiglie del posto (Sfredda, De Stephanis, Leonzi) una chiesa metodista che poté entrare in funzione solo nel 1944 dopo la fine della dittatura fascista; fu luogo di culto fino al 1996. La chiesa evangelica di Gorizia, nata nel XIX secolo come chiesa luterana di lingua tedesca, dopo la prima guerra mondiale e l'annessione della città all'Italia acquistò sempre più le caratteristiche di una comunità italiana di identità metodista, finché, nel secondo dopoguerra, divenne una chiesa locale metodista, unita dal 1975 alla Chiesa evangelica valdese.
Il numero dei fedeli metodisti è in forte crescita anche grazie all'arrivo di moltissimi immigrati africani (soprattutto ghanesi) e asiatici (filippini e coreani).

## L'Esercito della salvezza
L'Esercito della salvezza (inglese: Salvation Army) è una organizzazione religiosa-missionaria di origine metodista, fondata nel 1865 da William Booth a Londra con lo scopo di diffondere il cristianesimo e portare aiuto ai bisognosi. Nel 1887 l'Esercito della salvezza arrivò anche in Italia.